# Liste von Judoverbänden
Die Liste der Judoverbände enthält internationale, kontinentale, nationale sowie einzelne regionale Verbände. Die meisten von diesen befinden sich unter der International Judo Federation (IJF) organisiert. Die Liste erhebt keinen Anspruch auf Vollständigkeit.

## Weltweite Verbände
| Name                                  | Abkürzung | Website |
| ------------------------------------- | --------- | ------- |
| International Judo Federation         | IJF       |         |
| International Martial Arts Federation | IMAF      |         |
| World Judo Federation                 | WJF       |         |

## Kontinentale Verbände
Unterhalb der IJF (International Judo Federation) bestehen sechs kontinentale Unterverbände.

### IJF Mitglieder
| Region   | Name                            | Abkürzung | Website |
| -------- | ------------------------------- | --------- | ------- |
| Europa   | Europäische Judo-Union          | EJU       |         |
| Asien    | Judo Union of Asia              | JUA       |         |
| Amerika  | Pan American Judo Confederation | PJC / CPJ |         |
| Afrika   | African Judo Union              | AJU       |         |
| Ozeanien | Oceania Judo Union              | OJU       |         |

### Verbände außerhalb der IJF und ehemalige Mitglieder
| Region  | Name                    | Abkürzung | Website |
| ------- | ----------------------- | --------- | ------- |
| Amerika | Pan American Judo Union | PJU       |         |

## Nationale Verbände

### Nationale IJF Mitglieder
Die IJF hat 205 Mitgliedsorganisationen sowie derzeit zwei nationalen Judoverbände, die sanktioniert sind.
| Land                   | Name                                    | Abkürzung | Website |
| ---------------------- | --------------------------------------- | --------- | ------- |
| Australian             | Judo Australia                          | JA        |         |
| Belgien                | Königlicher Belgischer Judoverband      | KBJB      |         |
| Deutschland            | Deutscher Judo-Bund                     | DJB       |         |
| Japan                  | All Japan Judo Federation               |           |         |
| Liechtenstein          | Liechtensteiner Judoverband             | LJV       |         |
| Luxemburg              | Fédération Luxembourgeoise de Judo      | FLJudo    |         |
| Norwegen               | Norges Judoforbund                      | NJF       |         |
| Österreich             | Österreichischer Judoverband            | ÖJV       |         |
| Portugal               | Federação Portuguesa de Judo            | FPJ       |         |
| Schweiz                | Schweizerischer Judo & Ju-Jitsu Verband | SJV       |         |
| Vereinigtes Königreich | British Judo Association                | BJA       |         |

### Nationale Verbände außerhalb der IJF und ehemalige Mitglieder
| Land        | Name                    | Abkürzung | Website |
| ----------- | ----------------------- | --------- | ------- |
| DDR         | Deutscher Judo-Verband  | DJV       | DJB     |
| Deutschland | Deutsches Dan-Kollegium | DDK       |         |

## Regionale Verbände
Dem Deutschen Judo-Bund gehören 18 Landesverbände an:
| Bundesland             | Name                                 | Abkürzung | Mitglied von | Website |
| ---------------------- | ------------------------------------ | --------- | ------------ | ------- |
| Baden-Württemberg      | Badischer Judo-Verband               |           | DJB          |         |
| Bayern                 | Bayerischer Judo-Verband             |           | DJB          |         |
| Berlin                 | Judo-Verband Berlin                  | JVB       | DJB          |         |
| Brandenburg            | Brandenburgischer Judo Verband       | BJV       | DJB          |         |
| Bremen                 | Bremer Judo-Verband                  |           | DJB          |         |
| Hamburg                | Hamburger Judo-Verband               | HJV       | DJB          |         |
| Hessen                 | Hessischer Judo-Verband              |           | DJB          |         |
| Niedersachsen          | Niedersächsischer Judo-Verband       | NJV       | DJB          |         |
| Nordrhein-Westfalen    | Nordrhein-Westfälischer Judo-Verband | NWJV      | DJB          |         |
| Mecklenburg-Vorpommern | Judo-Verband Mecklenburg-Vorpommern  |           | DJB          |         |
| Rheinland-Pfalz        | Judo-Verband Pfalz                   |           | DJB          |         |
| Rheinland-Pfalz        | Judo-Verband Rheinland               |           | DJB          |         |
| Saarland               | Saarländischer Judo-Bund             |           | DJB          |         |
| Sachsen                | Judo-Verband Sachsen                 | JVS       | DJB          |         |
| Sachsen-Anhalt         | Judo-Verband Sachsen-Anhalt          |           | DJB          |         |
| Schleswig-Holstein     | Judo-Verband Schleswig-Holstein      |           | DJB          |         |
| Thüringen              | Thüringer Judo-Verband               |           | DJB          |         |
| Baden-Württemberg      | Württembergischer Judo-Verband       |           | DJB          |         |

Der Österreichische Judoverband hat Landesverbände in den neun Ländern.
| Bundesland         | Name                                | Abkürzung | Mitglied von | Website |
| ------------------ | ----------------------------------- | --------- | ------------ | ------- |
| Burgenland         | Judo-Landesverband Burgenland       |           | ÖJV          | [ 4 ]   |
| Kärnten            | Judo-Landesverband Kärnten          |           | ÖJV          | [ 5 ]   |
| Niederösterreich   | Judo-Landesverband Niederösterreich |           | ÖJV          | [ 6 ]   |
| Oberösterreich     | Judo-Landesverband Oberösterreich   |           | ÖJV          | [ 7 ]   |
| Land Salzburg      | Judo-Landesverband Salzburg         |           | ÖJV          | [ 8 ]   |
| Steiermark         | Judo-Landesverband Steiermark       |           | ÖJV          | [ 9 ]   |
| Tirol (Bundesland) | Judo-Landesverband Tirol            |           | ÖJV          | [ 10 ]  |
| Vorarlberg         | Judo-Landesverband Vorarlberg       |           | ÖJV          | [ 11 ]  |
| Wien               | Judo-Landesverband Wien             |           | ÖJV          | [ 12 ]  |

Beim Schweizerischen Judo & Ju-Jitsu Verband ist keine regionale Aufteilung zu ermitteln. Der Verband zeigt alle Vereine auf einer Internet-Karte.

## Andere
| Land  | Name           | Abkürzung | Website |
| ----- | -------------- | --------- | ------- |
| Japan | Kōdōkan (Jūdō) |           |         |